# Kornelin (Łódź)
Pour les articles homonymes, voir Kornelin.
Kornelin est une localité polonaise de la gmina de Lututów, située dans le powiat de Wieruszów en voïvodie de Łódź.